# Голубок панамський
Голубок панамський (Zentrygon goldmani) — вид голубоподібних птахів родини голубових (Columbidae). Мешкає в Панамі і Колумбії.

## Опис
Довжина птаха становить 26,5–18,5 см, вага 250 г. Довжина хвоста становить 6,5 см, довжина крила 14,8–15,1 см, довжина дзьоба 16 мм. Лоб коричневий, тім'я, потилиця і шия рудувато-коричневі, пера на задній частині шиї і верхній частина спини мають пурпурово-коричневий відтінок. Решта верхньої частини тіла рудувато-коричнева, махові пера оливково-коричневі, 4 центральних стернових пера мають охристі краї. Хвіст оливково-коричневий. Підборіддя і горло біле, обличчя світло-коричневе. Щоки облямовані вузькими чорними смугами, від дзьоба до очей ідуть вузькі чорні смуги. Груди сіро-коричневі, гузка бурувата. Боки попелясто-коричневі або темно-оливково-коричневі. Очі темно-червоно-оранжеві, навколо очей вузькі червоні кільця. Дзьоб чорний, лапи червонувато-пурпурові. У самиць тім'я більш темне, нижня частина тіла має коричневий відтінок. Забарвлення молодих птахів подібне до забарвлення самиць, лоб і тім'я у них темно-коричневі, поцятковані рудувато-коричневими смужками.

## Підвиди
Виділяють два підвиди:
- Z. g. oreas (Wetmore, 1950) — Серро-Чуканті і Серранія-де-Махе (схід Панами);
- Z. g. goldmani (Nelson, 1912) — Східна Панама (Дар'єн) і північно-західна Колумбія (Чоко).

## Поширення і екологія
Панамські голубки живуть в підліску вологих гірських і рівнинних тропічних лісів. Зустрічаються поодинці або парами, переважно на висоті від 650 до 1600 м над рівнем моря. Живляться насінням.

## Збереження
МСОП класифікує стан збереження цього виду як близький до загрозливого. Панамським голубкам загрожує знищення природного середовища.